# Dompierre-sur-Chalaronne
Dompierre-sur-Chalaronne ist eine französische Gemeinde mit 453 Einwohnern (Stand 1. Januar 2022) im Département Ain in der Region Auvergne-Rhône-Alpes. Sie gehört zum Kanton Châtillon-sur-Chalaronne im Arrondissement Bourg-en-Bresse.

## Geographie
Die Gemeinde Dompierre-sur-Chalaronne liegt im Süden der Bresse und am Nordwestrand der Dombes am Fluss Chalaronne, in den hier der Relevant einmündet, in der Mitte des Städtedreiecks Mâcon – Bourg-en-Bresse – Villefranche-sur-Saône. Sie grenzt im Norden an Sulignat, im Nordosten an Neuville-les-Dames, im Osten an Romans, im Südosten an Sandrans, im Süden an Relevant, im Westen an Baneins sowie im Nordwesten an L’Abergement-Clémenciat. Dompierre-sur-Chalaronne ist ein wichtiger Straßen-Knotenpunkt. Hier treffen acht Départements-Straßen sternförmig aufeinander.

## Bevölkerungsentwicklung
| Jahr                       | 1962 | 1968 | 1975 | 1982 | 1990 | 1999 | 2010 | 2021 |
| -------------------------- | ---- | ---- | ---- | ---- | ---- | ---- | ---- | ---- |
| Einwohner                  | 156  | 156  | 154  | 183  | 268  | 279  | 389  | 437  |
| Quellen: Cassini und INSEE |      |      |      |      |      |      |      |      |

## Sehenswürdigkeiten

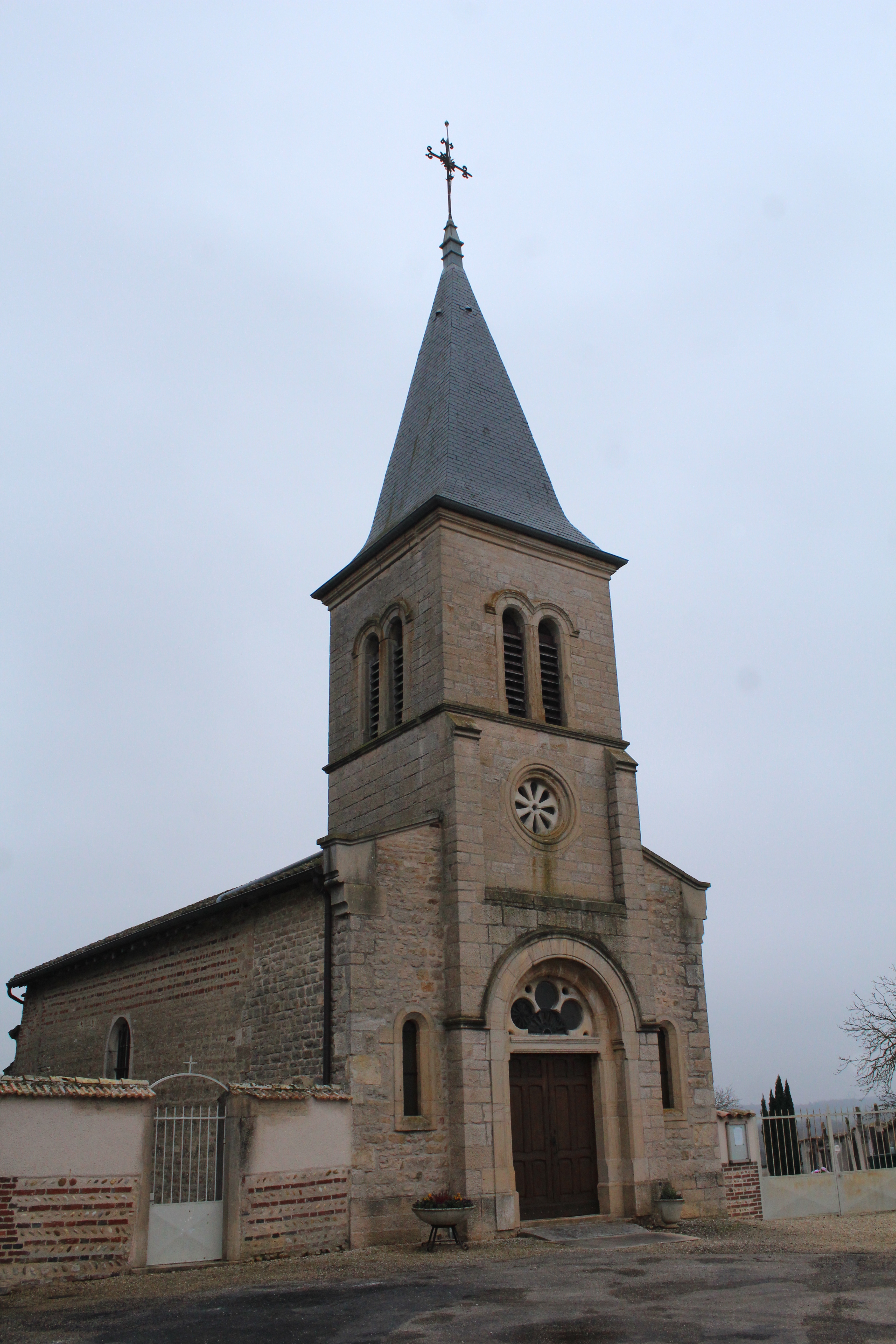
Kirche Saint-Georges
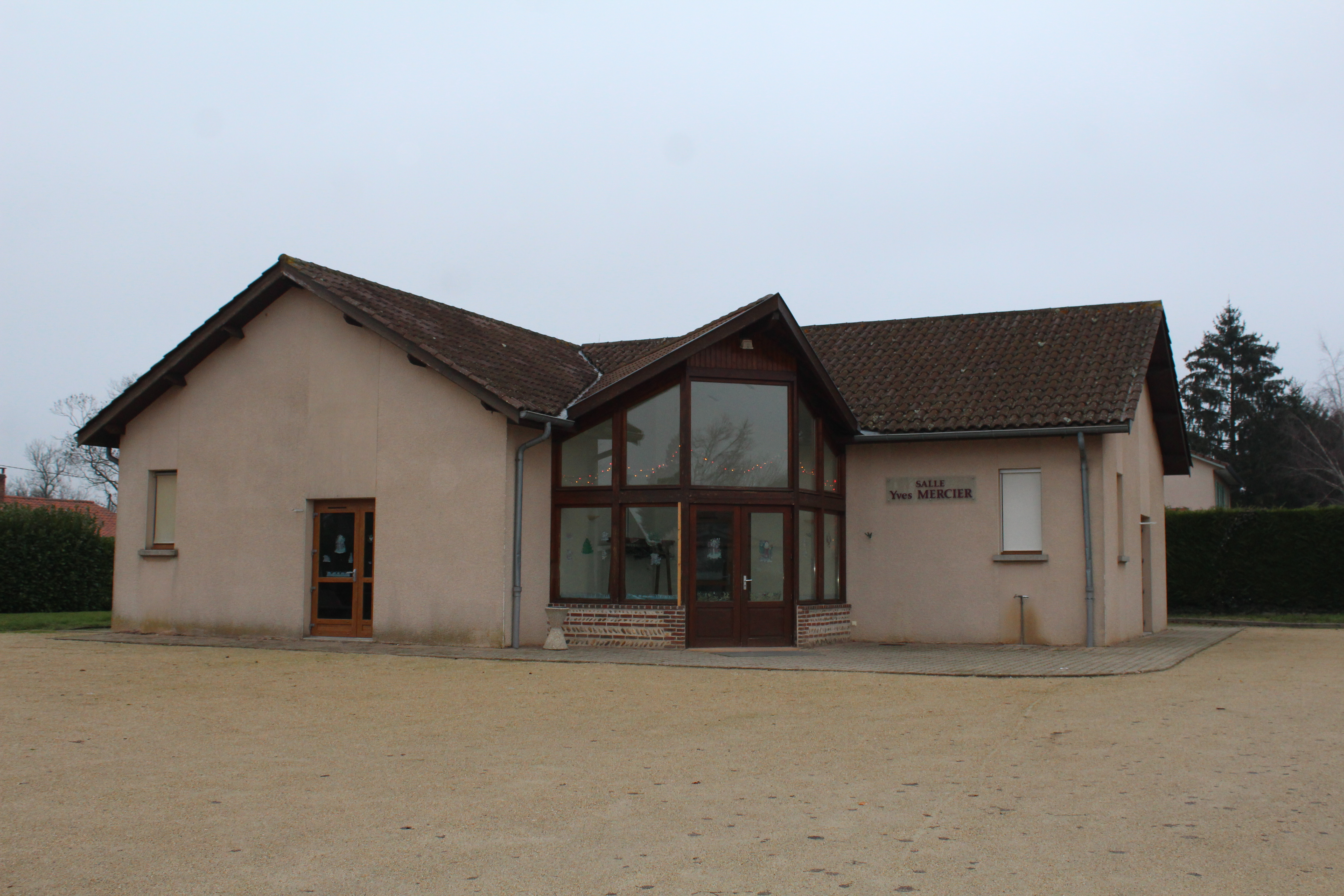
Gemeindefesthalle „Yves Mercier“
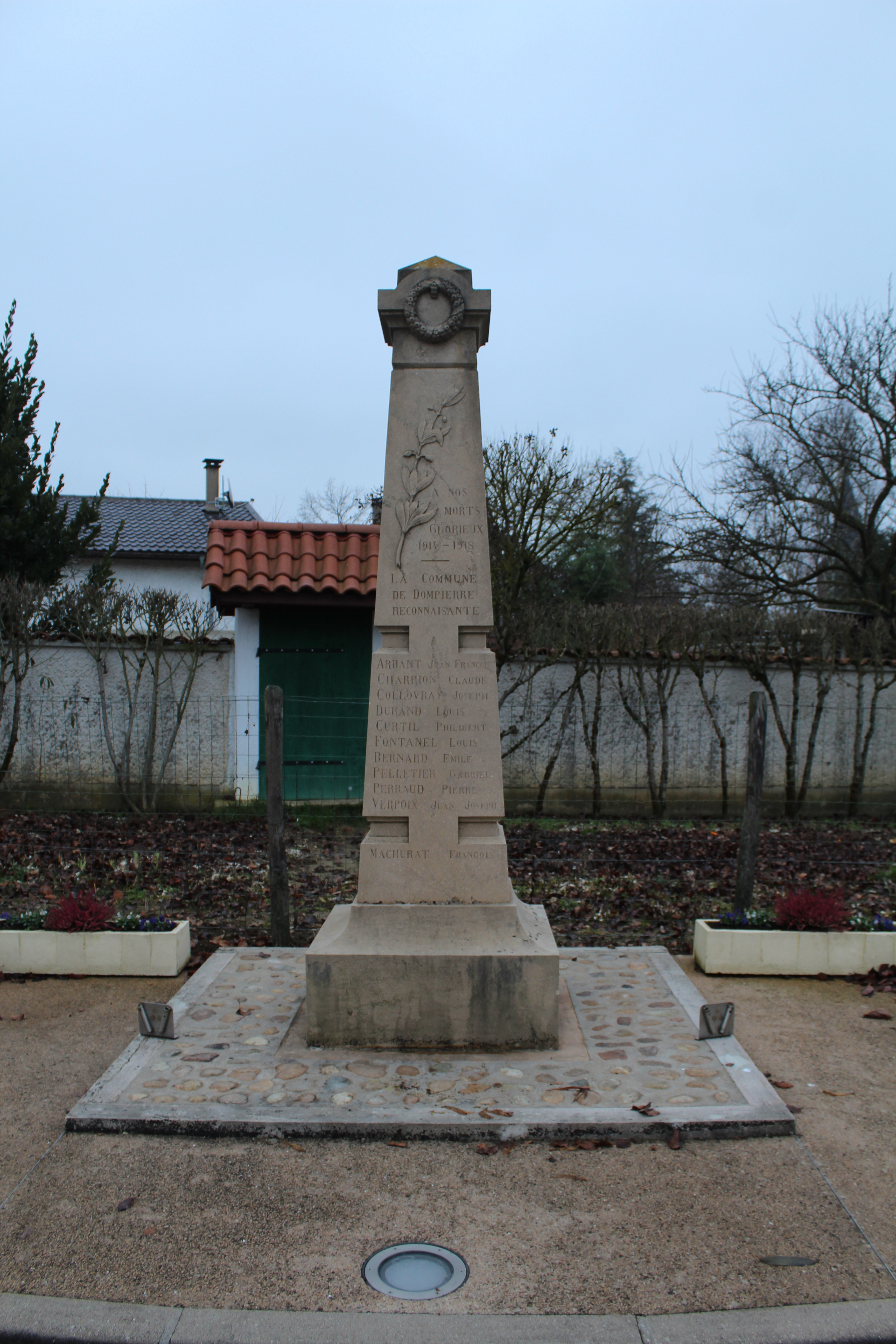
Gefallenendenkmal
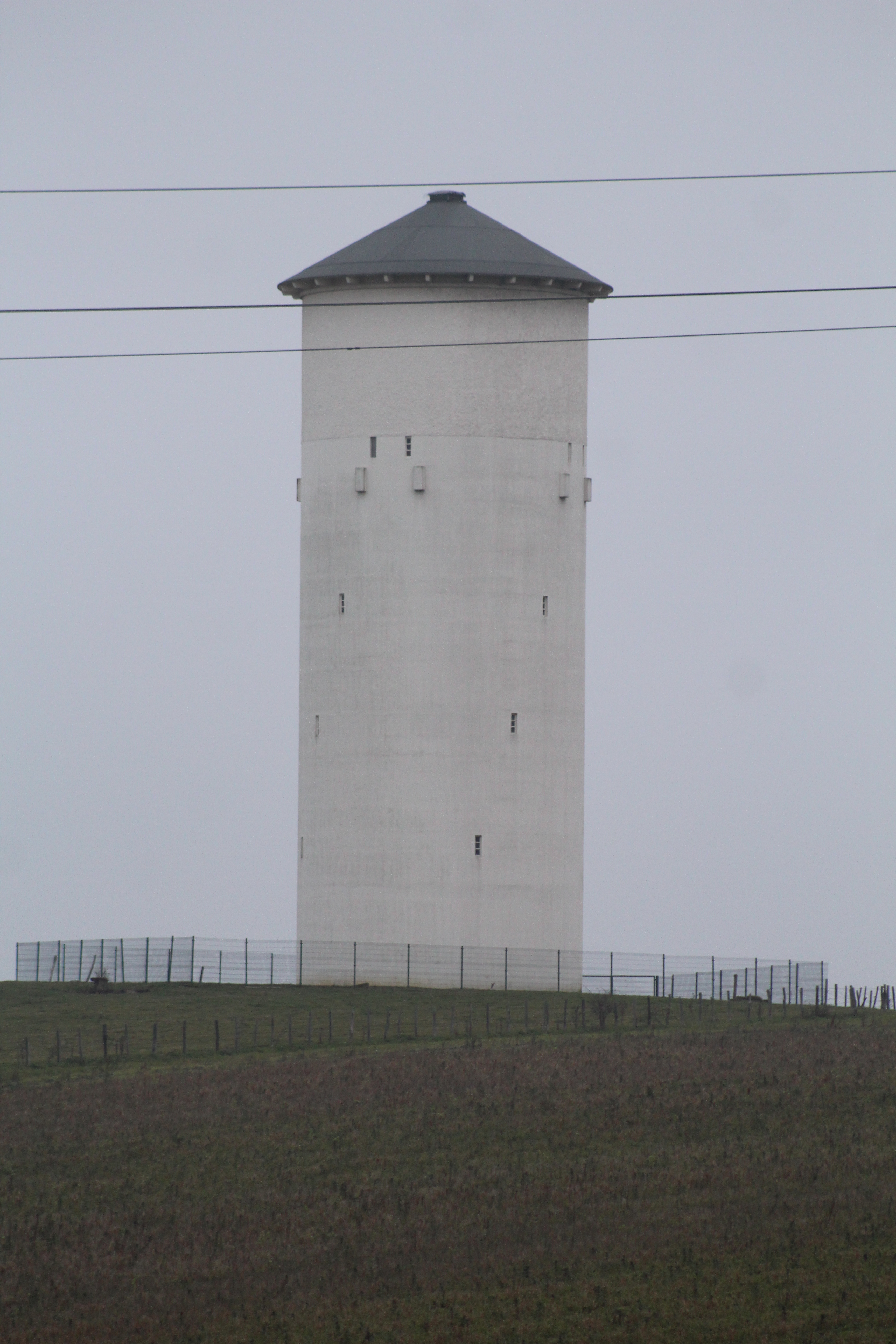
Wasserturm
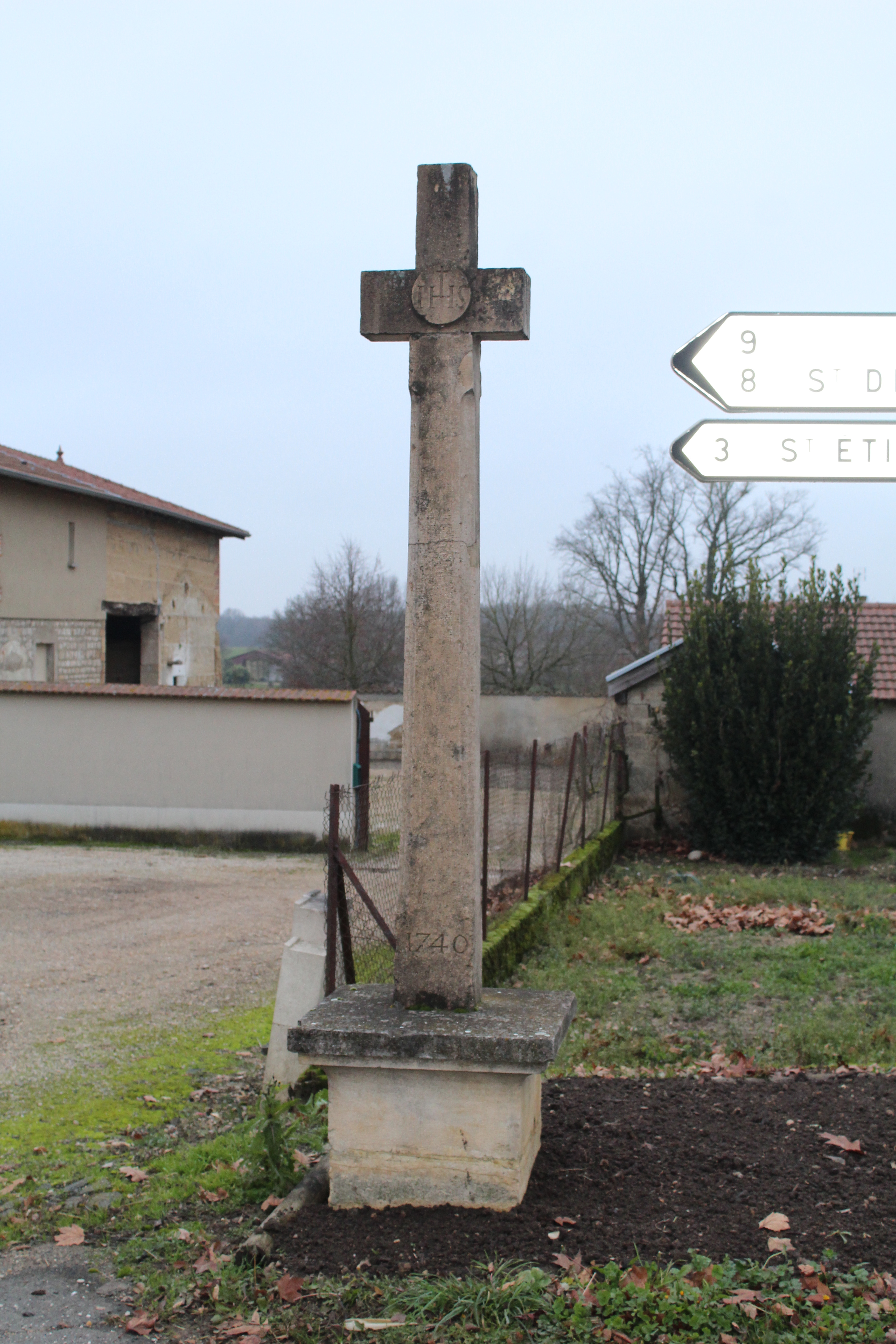
Flurkreuz
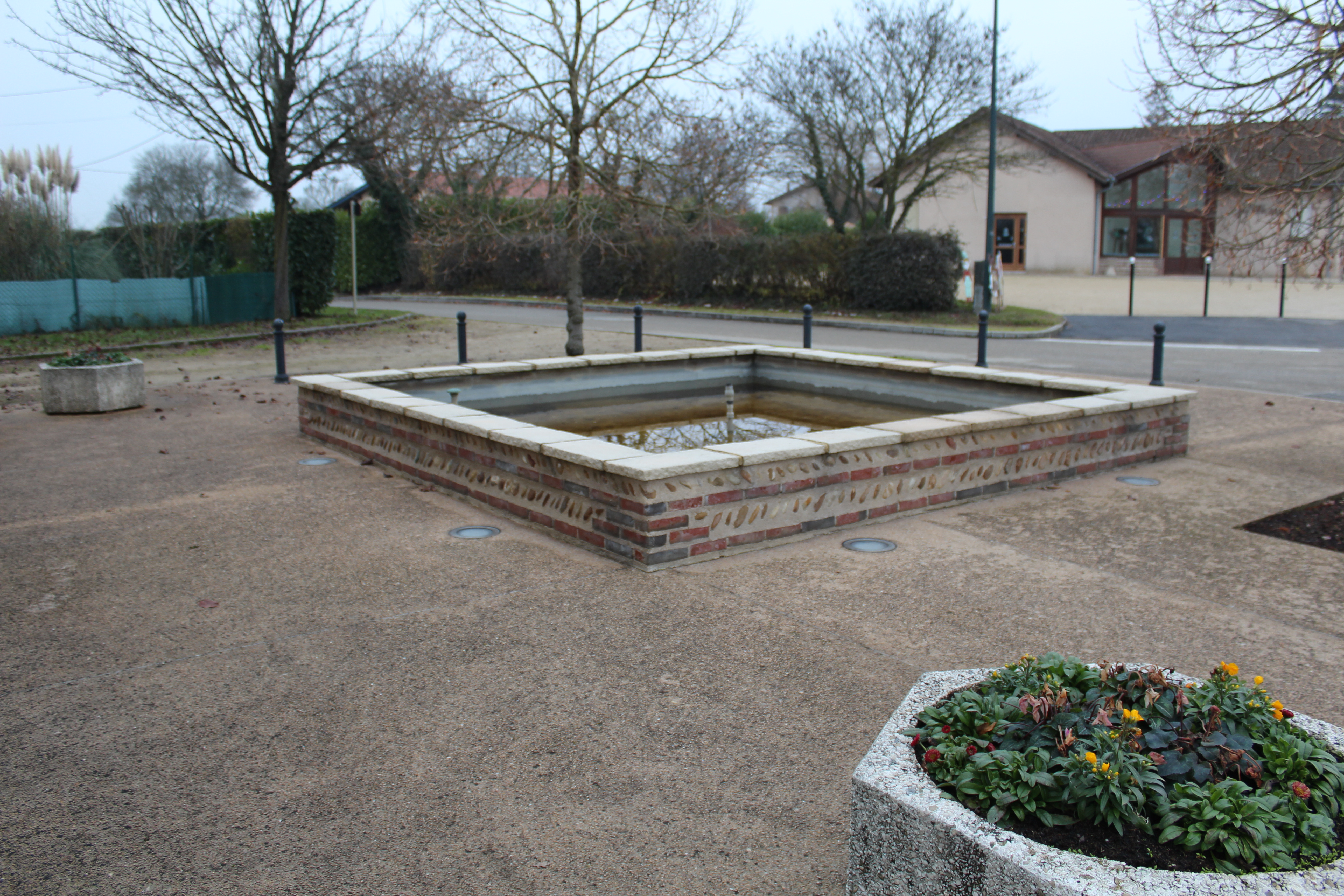
Springbrunnen an der Mairie

- Flurkreuz „Croix du Barvet“

- Kirche Saint-Georges
- Festhalle „Yves Mercier“
- Gefallenendenkmal
- Wasserturm
- Flurkreuz
- Springbrunnen an der Mairie